# Günter Zöller
Pour les articles homonymes, voir Zoller.
Günter Zöller, né le 21 mai 1948 à Chemnitz, est un patineur artistique allemand, quintuple champion est-allemand (1965, 1967, 1968, 1969 et 1970) et médaillé de bronze aux championnats européens et du monde de 1970.

## Biographie

### Carrière sportive

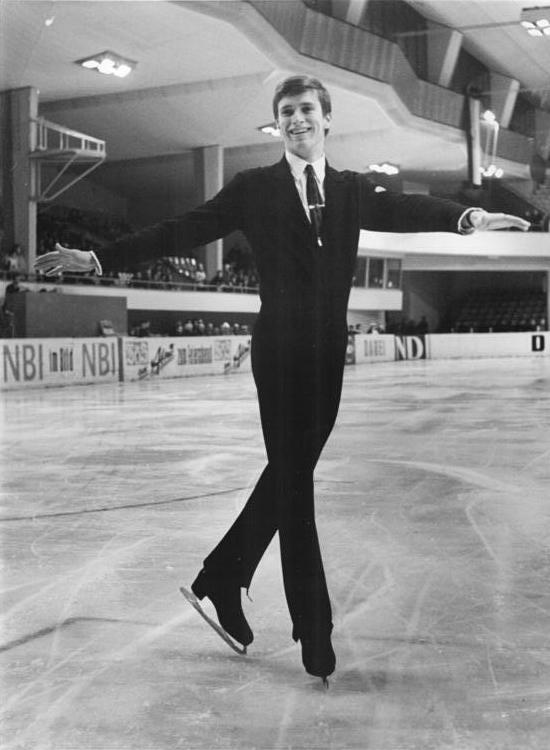
Günter Zöller en novembre 1971.

Günter Zöller commence le patinage dans son enfance. Il est entraîné par Jutta Müller et représente le club de sa ville natale, le SC Karl-Marx-Stadt, en . Il est quintuple champion d'Allemagne de l'Est en 1965, 1967, 1968, 1969 et 1970.
Il représente son pays à sept championnats européens (1963 à Budapest, 1965 à Moscou, 1967 à Ljubljana, 1968 à Västerås, 1969 à Garmisch-Partenkirchen, 1970 à Léningrad, et 1972 à Göteborg), cinq mondiaux (1965 à Colorado Springs, 1967 à Vienne, 1968 à Genève, 1969 à Colorado Springs et 1970 à Ljubljana) et aux Jeux olympiques d'hiver de 1968 à Grenoble.
L'année 1970 marque le sommet de sa carrière avec son cinquième et dernier titre national, sa médaille de bronze européenne remportée à Léningrad derrière le tchécoslovaque Ondrej Nepela et le français Patrick Péra, et sa médaille de bronze mondiale conquise à Ljubljana derrière l'américain Tim Wood et le tchécoslovaque Ondrej Nepela. Une blessure l'empêche de participer aux compétitions la saison suivante.
Il est envoyé en 1972 avec l'équipe est-allemande pour participer aux championnats d'Europe 1972 à Göteborg en Suède, mais il ne concourt pas, choisissant de faire défection avant le début de l'événement. En effet, le 10 janvier 1972, il obtient un certificat d'identité à l'ambassade d'Allemagne de l'Ouest en Suède et embarque sur un ferry pour Kiel. Cela marque la fin de sa carrière sportive. Il suit les exemples de ses compatriotes Bodo Bockenauer et Ralph Borghard qui ont fui respectivement en 1963 et 1966.

### Reconversion
Il devient entraîneur de patinage artistique à Ludwigshafen (Rhénanie-Palatinat) avant de déménager à Mannheim (Bade-Wurtemberg) en 1974. Ses élèves allemands les plus connus sont Claudia Leistner, Rudi Cerne, Stefan Pfrengle, Manuela Ruben, Petra Ernert et Nathalie Weinzierl. De 1985 à 1988, il est entraîneur national italien, avant de retourner à Mannheim.

## Palmarès
| Compétitions principales          | 1963    | 1964    | 1965    | 1966    | 1967    | 1968    | 1969    | 1970    | 1971    | 1972    |  |  |  |  |
| Jeux olympiques d'hiver           |         |         |         |         |         | 11e     |         |         |         |         |  |  |  |  |
| Championnats du monde             |         |         | 18e     |         | 11e     | 11e     | 7e      | 3e      |         |         |  |  |  |  |
| Championnats d’Europe             | 19e     |         | 12e     |         | 7e      | 8e      | 4e      | 3e      |         | F       |  |  |  |  |
| Championnats d'Allemagne de l'Est | 2e      | 2e      | 1er     | 2e      | 1er     | 1er     | 1er     | 1er     | F       |         |  |  |  |  |
|                                   |         |         |         |         |         |         |         |         |         |         |  |  |  |  |
| Autre compétition                 | 1962/63 | 1963/64 | 1964/65 | 1965/66 | 1966/67 | 1967/68 | 1968/69 | 1969/70 | 1970/71 | 1971/72 |  |  |  |  |
| Moscou Skate                      |         |         |         |         | 2e      |         |         |         |         |         |  |  |  |  |
| Légende : F = Forfait             |         |         |         |         |         |         |         |         |         |         |  |  |  |  |